# Malum (Atoll)
Malum (auch Mallum) ist das kleinere der beiden Atolle der Nuguria-Inseln im Pazifischen Ozean. Es gehört politisch zu Papua-Neuguinea und dort zum Atolls Local Level Government des North Bougainville Districts in der autonomen Region Bougainville.

## Geographie
Malum liegt vier Kilometer nordwestlich des größeren Nachbaratolls Nuguria und ist von diesem durch tiefes Wasser getrennt. Es ist ein schmales, langgestrecktes Atoll mit einer Länge von 13 km und einer Breite von bis zu 4 km. Die Landfläche beläuft sich auf rund vier Quadratkilometer. Das Atoll ist unbewohnt, war aber früher bewohnt. Zum Atoll gehören zahlreiche flache und dicht mit Kokospalmen bestandene Inseln auf dem Saumriff, von denen Paona ganz im Norden und Puna ganz im Süden die größten sind.